# Роже Гијман
Роже Гијман (енгл. Roger Guillemin; Дижон, 11. јануар 1924 — Сан Дијего, 21. фебруар 2024) био је француски ендокринолог са америчким држављанством. Добио је Нобелову награду за медицину 1977. године.
Инострани члан Српске академије науке и уметности је од 26. октобра 2000.

## Биографија
Након завршених студија на Универзитету у Бургундији, Гијман је 1949. године стекао диплому доктора медицине на Медицинском факултету у Лиону и отишао у Монтреал где је где је докторирао 1953. године. Роже Гијман је помагао у оснивању Салк института у Ла Холи, у Калифорнији, где је и радио до пензионисања 1989. године. Добио је Нобелову награду за медицину 1977. године.

## Запослење
Роже Гијман је био запослен на Медицинском факултету Универзитета Сан Дијего, Калифорнија, редовни професор у пензији; Институту за дијабетес и ендокринологију (1989‒1994); Лабораторија за неуроендокринологију, Салк институт, Ла Хола, Калифорнија (1970‒1989).

## Признања и награде
За свој рад добио је следећа признања и награде:
- (2015) - Легија части у рангу командира;
- (1977) - Нобелова награда за медицину и физиологију;
- (1976) - Национални орден науке, САД (1976):
- (1976) - Диксон награда за медицину / Dickson Prize;
- (1975) - Награда „Алберт Ласкер”.